# 葉洛圭河
葉洛圭河是俄羅斯的河流，屬於葉尼塞河的左支流，由克拉斯諾亞爾斯克邊疆區負責管轄，河道全長464公里，流域面積25,100平方公里，河水主要來自融雪，每年十月至翌年五月結冰。